# Акуленко, Валерий Викторович
Валерий Викторович Акуленко (укр. Валерій Вікторович Акуленко; 25 июля 1925 года, Харьков — 20 июля 2007 года, Киев) — советский и украинский учёный, лингвист, доктор филологических наук, член-корреспондент Национальной академии наук Украины (1988); Заслуженный деятель науки и техники Украины (1998).

## Биография
Валерий Акуленко родился 25 июля 1925 года в Харькове.
В 1948 году одновременно окончил Харьковский университет и Харьковский педагогический институт иностранных языков.
В 1955—1981 годах — заведующий кафедрой общего языкознания в Харьковском университете.
В 1977—1979 годах был советником министра образования Кубы и директором Гаванского филиала Института русского языка им. А. С. Пушкина.
В 1975—1991 годах был постоянным представителем СССР в терминологическом комитете Международной стандартизационных организации (ISO TC-37).
С 1981 года — заведующий кафедрой иностранных языков АН УССР.
15 января 1988 Акуленко избрали членом-корреспондентом АН УССР. Специальность: языкознание, германские языки.
С 1991 года — руководитель Центра научных исследований и преподавания иностранных языков НАН Украины.
С 1998 года — ректор Киевского института переводчиков.
Валерий Викторович Акуленко умер 20 июля 2007 года в Киеве.

## Научная деятельность
Научные труды Валерия Викторовича Акуленко посвящены общему, типологическому и сравнительному языкознанию, функциональной лингвистике, германистике и славистике.
Украинский язык рассматривается В. В. Акуленко в связи с другими славянскими языками в европейско-американском языковом арсенале.
В. В. Акуленко принадлежат такие труды: «Вопросы интернационализации словарного состава языка» (1972), «Краткое историческе введение в языкознание» (1979, на испанском языке) и др.
Он соавтор и редактор монографий «Интернациональные элементы в лексике и терминологии» (1980), «Категория оличества в современных европейских языках» (1990) и др.

## Награды и премии
Валерий Викторович Акуленко удостоен государственных наград СССР, Украины, Кубы и США.